# Coupe du monde féminine de football des moins de 17 ans 2016
Navigation
Costa Rica 2014 Uruguay 2018
La Coupe du monde féminine de football des moins de 17 ans 2016 est la cinquième édition de la Coupe du monde féminine de football des moins de 17 ans et se déroule en Jordanie. C'est la première fois que la compétition est organisée au Moyen-Orient. Le pays organisateur a été choisi par le comité exécutif de la Fédération internationale de football association (FIFA) le 5 décembre 2013.

## Qualification
Chaque confédération continentale organise une compétition qualificative pour la Coupe du monde. La Jordanie est qualifiée d'office en tant que pays organisateur.
| Europe (UEFA) 3 places Championnat d'Europe des moins de 17 ans 2016 | Amérique du Sud (CONMEBOL) 3 places Sudamericano Femenino des moins de 17 ans 2016                                                      | Afrique (CAF) 3 places Tournoi de qualification des moins de 17 ans 2016              |
| -------------------------------------------------------------------- | --- | ------------------------------------------------------------------------------------- |
| - Allemagne - Angleterre - Espagne                                   | - Venezuela - Brésil - Paraguay | - Ghana - Cameroun - Nigeria                                                          |
| Océanie (OFC) 1 place Championnat d'Océanie des moins de 17 ans 2016 | Amérique du Nord, Centrale et Caraïbes (CONCACAF) 3 places Championnat d'Amérique du Nord, centrale et Caraïbe des moins de 17 ans 2016 | Asie (AFC) 3 places dont une au pays hôte Championnat d'Asie des moins de 16 ans 2015 |
| - Nouvelle-Zélande                                                   | - États-Unis - Mexique - Canada | - Corée du Nord - Japon - Jordanie (pays hôte)                                        |

## Premier tour

### Groupe A
| Rang | Équipe           | Pts | J | G | N | P | Bp | Bc | Diff |
| ---- | ---------------- | --- | - | - | - | - | -- | -- | ---- |
| 1    | Mexique          | 7   | 3 | 2 | 1 | 0 | 10 | 2  | +8   |
| 2    | Espagne          | 7   | 3 | 2 | 1 | 0 | 9  | 1  | +8   |
| 3    | Nouvelle-Zélande | 3   | 3 | 1 | 0 | 2 | 5  | 7  | -2   |
| 4    | Jordanie         | 0   | 3 | 0 | 0 | 3 | 1  | 15 | -14  |

1re journée
| Match 2                 | Mexique                                                                   | 5-0   | Nouvelle-Zélande | Amman International Stadium, Amman              |                                                 |
| 30 septembre 2016 17h00 | D.Espinosa 19e · J.Ovalle 36e · J.Lopez 68e · V.Avalos 81e · C.Torres 87e | (2-0) |                  | Spectateurs : 17 619 Arbitrage : Yeimy Martinez | Spectateurs : 17 619 Arbitrage : Yeimy Martinez |
| 30 septembre 2016 17h00 |                                                                           |       |                  | Spectateurs : 17 619 Arbitrage : Yeimy Martinez | Spectateurs : 17 619 Arbitrage : Yeimy Martinez |

| Match 4                 | Jordanie | 0-6   | Espagne                                     | Amman International Stadium, Amman                     |                                                        |
| 30 septembre 2016 20h00 |          | (0-3) | 6e 27e 42e 47e (pen.) 79e Lorena · 89e Pina | Spectateurs : 17 619 Arbitrage : Marie-Soleil Beaudoin | Spectateurs : 17 619 Arbitrage : Marie-Soleil Beaudoin |
| 30 septembre 2016 20h00 |          |       |                                             | Spectateurs : 17 619 Arbitrage : Marie-Soleil Beaudoin | Spectateurs : 17 619 Arbitrage : Marie-Soleil Beaudoin |

2e journée
| Match 9              | Espagne             | 2-0   | Nouvelle-Zélande | Al Hassan International Stadium, Irbid         |                                                |
| 3 octobre 2016 16h00 | Laia 80e · Pina 85e | (0-0) |                  | Spectateurs : 12 301 Arbitrage : Park Ji Yeong | Spectateurs : 12 301 Arbitrage : Park Ji Yeong |
| 3 octobre 2016 16h00 |                     |       |                  | Spectateurs : 12 301 Arbitrage : Park Ji Yeong | Spectateurs : 12 301 Arbitrage : Park Ji Yeong |

| Match 11             | Jordanie      | 1-4   | Mexique                                                     | Al Hassan International Stadium, Irbid          |                                                 |
| 3 octobre 2016 19h00 | Abu Sabbah 6e | (1-2) | 13e J.Enrigue · 17e D.Cazares · 54e J.Ovalle · 85e G.Juarez | Spectateurs : 12 301 Arbitrage : Finau Vulivuli | Spectateurs : 12 301 Arbitrage : Finau Vulivuli |
| 3 octobre 2016 19h00 |               |       |                                                             | Spectateurs : 12 301 Arbitrage : Finau Vulivuli | Spectateurs : 12 301 Arbitrage : Finau Vulivuli |

3e journée
| Match 17             | Nouvelle-Zélande                     | 5-0   | Jordanie | Prince Mohammed International Stadium, Zarka    |                                                 |
| 7 octobre 2016 16h00 | Tawharu 5e 90e · Blake 28e 76e 90+2e | (2-0) |          | Spectateurs : 11 402 Arbitrage : Aissata Amégée | Spectateurs : 11 402 Arbitrage : Aissata Amégée |
| 7 octobre 2016 16h00 |                                      |       |          | Spectateurs : 11 402 Arbitrage : Aissata Amégée | Spectateurs : 11 402 Arbitrage : Aissata Amégée |

| Match 18             | Espagne | 1-1   | Mexique        | King Abdhllah II International Stadium, Amman  |                                                |
| 7 octobre 2016 16h00 | Eva 58e | (0-0) | 56e D.Espinosa | Spectateurs : 13 265 Arbitrage : Lidya Tafesse | Spectateurs : 13 265 Arbitrage : Lidya Tafesse |
| 7 octobre 2016 16h00 |         |       |                | Spectateurs : 13 265 Arbitrage : Lidya Tafesse | Spectateurs : 13 265 Arbitrage : Lidya Tafesse |

### Groupe B
| Rang | Équipe    | Pts | J | G | N | P | Bp | Bc | Diff |
| ---- | --------- | --- | - | - | - | - | -- | -- | ---- |
| 1    | Allemagne | 7   | 3 | 2 | 1 | 0 | 5  | 2  | +3   |
| 2    | Venezuela | 6   | 3 | 2 | 0 | 1 | 5  | 3  | +2   |
| 3    | Canada    | 4   | 3 | 1 | 1 | 1 | 4  | 5  | -1   |
| 4    | Cameroun  | 0   | 3 | 0 | 0 | 3 | 3  | 7  | -4   |

1re journée
| Match 1 (match d'ouverture) | Venezuela    | 1-2   | Allemagne           | Al Hassan International Stadium, Irbid         |                                                |
| 30 septembre 2016 15h00     | María C. 61e | (0-1) | 7e Gwinn · 74e Bühl | Spectateurs : 12 301 Arbitrage : Kate Jacewicz | Spectateurs : 12 301 Arbitrage : Kate Jacewicz |
| 30 septembre 2016 15h00     |              |       |                     | Spectateurs : 12 301 Arbitrage : Kate Jacewicz | Spectateurs : 12 301 Arbitrage : Kate Jacewicz |

| Match 3                 | Cameroun                    | 2-3   | Canada                                           | Al Hassan International Stadium, Irbid       |                                              |
| 30 septembre 2016 18h00 | S.Djoubi 17e · Dabda C. 42e | (2-1) | 3e Huitema · 78e (pen.) Stratigakis · 83e Taylor | Spectateurs : 12 301 Arbitrage : Sandra Braz | Spectateurs : 12 301 Arbitrage : Sandra Braz |
| 30 septembre 2016 18h00 |                             |       |                                                  | Spectateurs : 12 301 Arbitrage : Sandra Braz | Spectateurs : 12 301 Arbitrage : Sandra Braz |

2e journée
| Match 10             | Venezuela          | 2-1   | Cameroun       | Amman International Stadium, Amman                 |                                                    |
| 3 octobre 2016 16h00 | Deyna C. 23e 90+4e | (1-0) | 90+3e Takounda | Spectateurs : 17 619 Arbitrage : Yoshimi Yamashita | Spectateurs : 17 619 Arbitrage : Yoshimi Yamashita |
| 3 octobre 2016 16h00 |                    |       |                | Spectateurs : 17 619 Arbitrage : Yoshimi Yamashita | Spectateurs : 17 619 Arbitrage : Yoshimi Yamashita |

| Match 12             | Allemagne   | 1-1   | Canada   | Amman International Stadium, Amman                           |                                                              |
| 3 octobre 2016 19h00 | Gwinn 45+2e | (1-1) | 20e Rose | Spectateurs : 17 619 Arbitrage : Regildenia Holanda De Moura | Spectateurs : 17 619 Arbitrage : Regildenia Holanda De Moura |
| 3 octobre 2016 19h00 |             |       |          | Spectateurs : 17 619 Arbitrage : Regildenia Holanda De Moura | Spectateurs : 17 619 Arbitrage : Regildenia Holanda De Moura |

3e journée
| Match 19             | Canada | 0-2   | Venezuela                      | King Abdullah II International Stadium, Amman  |                                                |
| 7 octobre 2016 19h00 |        | (0-1) | 30e Deyna C. · 74e Yerliane M. | Spectateurs : 13 265 Arbitrage : Olga Zadinova | Spectateurs : 13 265 Arbitrage : Olga Zadinova |
| 7 octobre 2016 19h00 |        |       |                                | Spectateurs : 13 265 Arbitrage : Olga Zadinova | Spectateurs : 13 265 Arbitrage : Olga Zadinova |

| Match 20             | Allemagne                | 2-0   | Cameroun | Prince Mohammed International Stadium, Zarka   |                                                |
| 7 octobre 2016 19h00 | Gwinn 15e · Oberdorf 72e | (1-0) |          | Spectateurs : 11 402 Arbitrage : Park Ji Yeong | Spectateurs : 11 402 Arbitrage : Park Ji Yeong |
| 7 octobre 2016 19h00 |                          |       |          | Spectateurs : 11 402 Arbitrage : Park Ji Yeong | Spectateurs : 11 402 Arbitrage : Park Ji Yeong |

### Groupe C
| Rang | Équipe        | Pts | J | G | N | P | Bp | Bc | Diff |
| ---- | ------------- | --- | - | - | - | - | -- | -- | ---- |
| 1    | Corée du Nord | 7   | 3 | 2 | 1 | 0 | 7  | 3  | +4   |
| 2    | Angleterre    | 5   | 3 | 1 | 2 | 0 | 5  | 4  | +1   |
| 3    | Brésil        | 3   | 3 | 1 | 0 | 2 | 2  | 3  | -1   |
| 4    | Nigeria       | 1   | 3 | 0 | 1 | 2 | 0  | 4  | -4   |

1re journée
| Match 5                | Nigeria | 0-1   | Brésil       | King Abdullah II International Stadium, Amman  |                                                |
| 1er octobre 2016 16h00 |         | (0-1) | 42e Micaelly | Spectateurs : 13 265 Arbitrage : Olga Zadinova | Spectateurs : 13 265 Arbitrage : Olga Zadinova |
| 1er octobre 2016 16h00 |         |       |              | Spectateurs : 13 265 Arbitrage : Olga Zadinova | Spectateurs : 13 265 Arbitrage : Olga Zadinova |

| Match 7                | Angleterre                             | 3-3   | Corée du Nord                                    | King Abdullah II International Stadium, Amman  |                                                |
| 1er octobre 2016 19h00 | Brazil 20e · Stanway 33e · Russo 90+4e | (2-1) | 29e S.Hyang Sim · 67e K.Pom Ui · 84e K.Kyong Hui | Spectateurs : 13 265 Arbitrage : Lidya Tafesse | Spectateurs : 13 265 Arbitrage : Lidya Tafesse |
| 1er octobre 2016 19h00 |                                        |       |                                                  | Spectateurs : 13 265 Arbitrage : Lidya Tafesse | Spectateurs : 13 265 Arbitrage : Lidya Tafesse |

2e journée
| Match 13             | Nigeria | 0-0   | Angleterre | Prince Mohammed International Stadium, Zarka        |                                                     |
| 4 octobre 2016 16h00 |         | (0-0) |            | Spectateurs : 11 402 Arbitrage : Ekaterina Koroleva | Spectateurs : 11 402 Arbitrage : Ekaterina Koroleva |
| 4 octobre 2016 16h00 |         |       |            | Spectateurs : 11 402 Arbitrage : Ekaterina Koroleva | Spectateurs : 11 402 Arbitrage : Ekaterina Koroleva |

| Match 15             | Brésil | 0-1   | Corée du Nord | Prince Mohammed International Stadium, Zarka            |                                                         |
| 4 octobre 2016 19h00 |        | (0-0) | 71e R.Hae Yon | Spectateurs : 11 402 Arbitrage : Anastasia Pustovoitova | Spectateurs : 11 402 Arbitrage : Anastasia Pustovoitova |
| 4 octobre 2016 19h00 |        |       |               | Spectateurs : 11 402 Arbitrage : Anastasia Pustovoitova | Spectateurs : 11 402 Arbitrage : Anastasia Pustovoitova |

3e journée
| Match 21             | Corée du Nord         | 3-0   | Nigeria | Amman International Stadium, Amman                     |                                                        |
| 8 octobre 2016 16h00 | R.Hae Yon 30e 45e 83e | (2-0) |         | Spectateurs : 17 619 Arbitrage : Marie-Soleil Beaudoin | Spectateurs : 17 619 Arbitrage : Marie-Soleil Beaudoin |
| 8 octobre 2016 16h00 |                       |       |         | Spectateurs : 17 619 Arbitrage : Marie-Soleil Beaudoin | Spectateurs : 17 619 Arbitrage : Marie-Soleil Beaudoin |

| Match 22             | Brésil      | 1-2   | Angleterre                      | Al Hassan International Stadium, Irbid         |                                                |
| 8 octobre 2016 16h00 | Kerolin 36e | (1-1) | 45+3e (pen.) 60e (pen.) Stanway | Spectateurs : 12 301 Arbitrage : Kate Jacewicz | Spectateurs : 12 301 Arbitrage : Kate Jacewicz |
| 8 octobre 2016 16h00 |             |       |                                 | Spectateurs : 12 301 Arbitrage : Kate Jacewicz | Spectateurs : 12 301 Arbitrage : Kate Jacewicz |

### Groupe D
| Rang | Équipe     | Pts | J | G | N | P | Bp | Bc | Diff |
| ---- | ---------- | --- | - | - | - | - | -- | -- | ---- |
| 1    | Japon      | 9   | 3 | 3 | 0 | 0 | 13 | 2  | +11  |
| 2    | Ghana      | 6   | 3 | 2 | 0 | 1 | 3  | 6  | -3   |
| 3    | États-Unis | 3   | 3 | 1 | 0 | 2 | 9  | 6  | +3   |
| 4    | Paraguay   | 0   | 3 | 0 | 0 | 3 | 1  | 12 | -11  |

1re journée
| Match 6                | Ghana | 0-5   | Japon                                             | Prince Mohammed International Stadium, Zarka |                                             |
| 1er octobre 2016 16h00 |       | (0-4) | 8e Ueki · 18e 21e Endo · 26e Takarada · 83e Chiba | Spectateurs : 1 083 Arbitrage : Mirian Leon  | Spectateurs : 1 083 Arbitrage : Mirian Leon |
| 1er octobre 2016 16h00 |       |       |                                                   | Spectateurs : 1 083 Arbitrage : Mirian Leon  | Spectateurs : 1 083 Arbitrage : Mirian Leon |

| 1er octobre 2016 | États-Unis                                                         | 6–1 | Paraguay   | Prince Mohammed Stadium, Zarqa                         |                                                        |
| 19:00            | Tagliaferri 11e · Kuhlmann 14e 49e 87e · Pickett 69e · Sanchez 82e |     | Fretes 53e | Spectateurs : 2 078 Arbitrage : Anastasia Pustovoitova | Spectateurs : 2 078 Arbitrage : Anastasia Pustovoitova |
| 19:00            | Rapport                                                            |     |            | Spectateurs : 2 078 Arbitrage : Anastasia Pustovoitova | Spectateurs : 2 078 Arbitrage : Anastasia Pustovoitova |

2e journée
| 4 octobre 2016 | États-Unis     | 1–2 | Ghana                                       | King Abdullah Stadium, Amman                    |                                                 |
| 16:00          | Tagliaferri 5e |     | Gi. Acheampong 63e · Owusu-Ansah 84e (pen.) | Spectateurs : 2 000 Arbitrage : Laura Fortunato | Spectateurs : 2 000 Arbitrage : Laura Fortunato |
| 16:00          | Rapport        |     |                                             | Spectateurs : 2 000 Arbitrage : Laura Fortunato | Spectateurs : 2 000 Arbitrage : Laura Fortunato |

| 4 octobre 2016 | Paraguay | 0–5 | Japon                                                   | King Abdullah Stadium, Amman                     |                                                  |
| 19:00          |          |     | Takahashi 4e · Nojima 29e 39e (pen.) 44e · Takarada 89e | Spectateurs : 2 600 Arbitrage : Esther Azzopardi | Spectateurs : 2 600 Arbitrage : Esther Azzopardi |
| 19:00          | Rapport  |     |                                                         | Spectateurs : 2 600 Arbitrage : Esther Azzopardi | Spectateurs : 2 600 Arbitrage : Esther Azzopardi |

3e journée
| 8 octobre 2016 | Japon                               | 3–2 | États-Unis               | Amman International Stadium, Amman             |                                                |
| 19:00          | Ueki 53e · Kanno 75e · Miyazawa 77e |     | Sanchez 33e 90+1e (pen.) | Spectateurs : 2 580 Arbitrage : Yeimy Martinez | Spectateurs : 2 580 Arbitrage : Yeimy Martinez |
| 19:00          | Rapport                             |     |                          | Spectateurs : 2 580 Arbitrage : Yeimy Martinez | Spectateurs : 2 580 Arbitrage : Yeimy Martinez |

| 8 octobre 2016 | Paraguay | 0–1 | Ghana           | Al-Hassan Stadium, Irbid                       |                                                |
| 19:00          |          |     | Owusu-Ansah 68e | Spectateurs : 1 703 Arbitrage : Finau Vulivuli | Spectateurs : 1 703 Arbitrage : Finau Vulivuli |
| 19:00          | Rapport  |     |                 | Spectateurs : 1 703 Arbitrage : Finau Vulivuli | Spectateurs : 1 703 Arbitrage : Finau Vulivuli |

## Tableau final
|  | Quarts de finale | Quarts de finale |               |            | Demi-finales           | Demi-finales           |   |  | Finale     | Finale     |
|  | Quarts de finale | Quarts de finale |               |            | Demi-finales           | Demi-finales           |   |  | Finale     | Finale     |
|  |                  |                  |               |            |                        |                        |   |  |            |            |
|  | 12 octobre       | 12 octobre       |               |            | 17 octobre             | 17 octobre             |   |  | 21 octobre | 21 octobre |
|  | 12 octobre       | 12 octobre       |               |            | 17 octobre             | 17 octobre             |   |  | 21 octobre | 21 octobre |
|  | Mexique          | 1                |               |            | 17 octobre             | 17 octobre             |   |  | 21 octobre | 21 octobre |
|  | Mexique          | 1                |               |            | 17 octobre             | 17 octobre             |   |  | 21 octobre | 21 octobre |
|  | Venezuela        | 2                |               |            | 17 octobre             | 17 octobre             |   |  | 21 octobre | 21 octobre |
|  | Venezuela        | 2                | Venezuela     | 0          |                        |                        |   |  | 21 octobre | 21 octobre |
|  | 13 octobre       |                  | Venezuela     | 0          |                        |                        |   |  | 21 octobre | 21 octobre |
|  |                  | Corée du Nord    | 3             |            |                        |                        |   |  | 21 octobre | 21 octobre |
|  | Corée du Nord    | Corée du Nord    | 3             | 2          |                        |                        |   |  | 21 octobre | 21 octobre |
|  | Corée du Nord    |                  |               | 2          |                        |                        |   |  | 21 octobre | 21 octobre |
|  | Ghana            | 1                |               |            |                        |                        |   |  | 21 octobre | 21 octobre |
|  | Ghana            | 1                | Corée du Nord | 0 tab(5)   |                        |                        |   |  |            |            |
|  | 12 octobre       |                  | Corée du Nord | 0 tab(5)   |                        |                        |   |  |            |            |
|  |                  | Japon            | 0 (4)         |            |                        |                        |   |  |            |            |
|  | Allemagne        | Japon            | 0 (4)         | 1          |                        |                        |   |  |            |            |
|  | Allemagne        | 17 octobre       |               | 1          |                        |                        |   |  |            |            |
|  | Espagne          | 2                |               |            |                        |                        |   |  |            |            |
|  | Espagne          | 2                | Espagne       | 0          |                        |                        |   |  |            |            |
|  | 13 octobre       | 13 octobre       | Espagne       | 0          | Match pour la 3e place | Match pour la 3e place |   |  |            |            |
|  | 13 octobre       | 13 octobre       |               | Japon      | Match pour la 3e place | Match pour la 3e place | 3 |  |            |            |
|  | Japon            | 3                | 21 octobre    | 21 octobre |                        |                        | 3 |  |            |            |
|  | Japon            | 3                | 21 octobre    | 21 octobre |                        |                        |   |  |            |            |
|  | Angleterre       | 0                |               | Venezuela  | 0                      |                        |   |  |            |            |
|  | Angleterre       | 0                |               | Venezuela  | 0                      |                        |   |  |            |            |
|  |                  |                  |               |            |                        |                        |   |  | Espagne    | 4          |
|  |                  |                  |               |            |                        |                        |   |  | Espagne    | 4          |

## Récompenses
| Ballon d'or | Ballon d'argent | Ballon de bronze  |
| ----------- | --------------- | ----------------- |
| Fuka Nagano | Sung Hyang-sim  | Deyna Castellanos |

| Soulier d'or   | Soulier d'argent | Soulier de bronze |
| -------------- | ---------------- | ----------------- |
| Lorena Navarro | Ri Hae-yon       | Deyna Castellanos |

| Prix du Fair-Play | Gant d'or    |
| ----------------- | ------------ |
| Japon             | Noelia Ramos |